# 香取海
香取海（かとりのうみ）は、古代の関東平野東部に太平洋から湾入した内海で、香取神宮の目前に広がり、さらに西の内陸方向へ延びていていたものを指す。その細長い湾入部は「榎浦」と呼ばれた。古文書には内海（うちうみ）、流海（ながれうみ）、浪逆海（なさかのうみ）などの名でも現れる。

## 概要
中世まで下総・常陸国境に存在し、北の常陸国信太郡と南の下総国香取郡・印波郡とを隔て、その西端へは鬼怒川（および小貝川・常陸川）が注いでいた。その河口は中世には龍ヶ崎付近だった。
江戸時代以降の利根川の瀬替えに伴い、そこから下流へは利根川本流が流れることとなり、淡水化（および流域干拓）が成された。

### 交通路
香取海は常陸国と下総国を隔て、古くからその海上横断は、東海道地域と陸奥国との間の物流経路の要所の一つだった。奈良時代の東海道もこれを踏襲し、下総国荒海・常陸国榎浦津（稲敷市柴崎付近）間を渡り（その後、渡河地点は香取海への鬼怒川河口の龍ヶ崎付近へ変更された）、平安時代まで重要交通路だった。
古代（平安時代まで）の外海（太平洋）と東京湾内湾とを結ぶ交通は、九十九里浜（椿海）から犬吠埼沖通過を避け陸路香取海に至り、現在の印旛沼や手賀沼などを経るのだったとする説もあり、東海道地域と武蔵国を繋ぐ交通路でもあったとされている。これを巡る争奪戦は平将門の乱や平忠常の乱、治承・寿永の乱の原因・遠因となった。

## 歴史

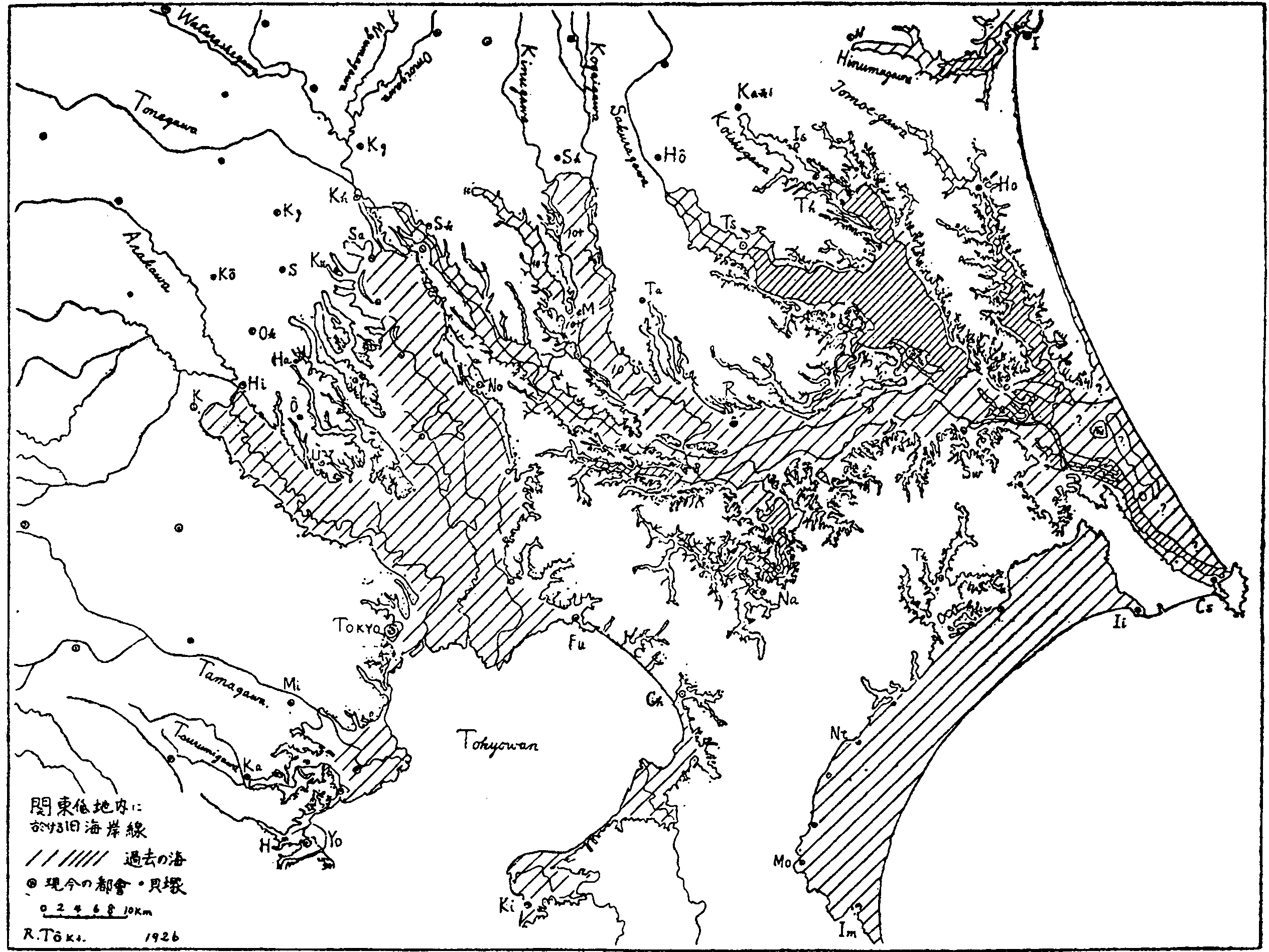
1926年時点の関東平野の地図に縄文海進領域（斜線部）を重ねた地図。霞ヶ浦周辺の斜線が香取海。

### 縄文時代
海面後退期に鬼怒川によって形成された侵食低地の河谷に縄文海進により海水が流入して内海が作られ、学術的には古鬼怒湾と呼ばれる。霞ヶ浦（西浦・北浦）・印旛沼・手賀沼までつながり、鹿島灘にはっきりと湾口を開いていた。また鬼怒川河道では下妻付近、常陸川は境町付近、飯沼川は古河市付近まで入り江が奥深く入り込み、周囲には多くの貝塚が分布している。また丸木舟の出土も多く、古くから重要な交通路だったと考えられている。
その後、海退および鬼怒川などが運ぶ土砂の堆積で次第に陸地化し狭まり、有史頃は現在の河内町から榎浦津付近が香取海の西端で鬼怒川が注いでいた。

### 古代
下海上国の古墳に、しゃくし塚古墳・北条塚古墳・御前鬼塚古墳・三ノ分目大塚山古墳・城山古墳群などが知られ、印波国には龍角寺古墳群（浅間山古墳・龍角寺岩屋古墳など）が、また仲国・筑波国・茨城国には浅間塚古墳・愛宕山古墳・舟塚山古墳などがあり、国造制から律令制への移行段階に建立された初期寺院龍角寺廃寺跡や木下廃寺跡・木内廃寺跡なども残り、香取海は畿内から日高見国・陸奥への要衝であった。
『常陸国風土記』の信太郡には、「榎浦津あり。すなはち駅家を置けり。東海の大道にして常陸路の頭なり。（中略）古老曰へらく、倭武の天皇、海辺を巡幸して、行きて乗浜に至りたまひき。時に浜浦の上に、多に海苔を乾す。是に由りて能理波麻（のりはま）の村と名づく。」とある。なお正史である『日本書紀』には、卷7景行天皇40年10月の条に、「爰に日本武尊、即ち上総より転じて陸奥国に入りたまふ。時に大きなる鏡を王船に懸けて、海路をとって葦浦を廻り、玉浦を横切って蝦夷の境に至る。」とある。さらに『続日本後紀』承和2年（835年）3月条に、「下総国の人、陸奥鎮守将軍外従五位下勲六等物部匝瑳熊猪、連を改め宿禰を賜う。また本居を改め左京二条に貫付す。昔、物部小事大連、節を天朝に錫し、出でて坂東を征す。凱歌帰報。この功勳に籍りて下総国に始めて匝瑳郡を建て、仍て以て氏となすことを得しむ。是れ即ち熊猪等の祖なり。」とあり、日本武尊東征伝説のほか物部氏も進出したとされ、常陸国信太郡や香取神宮と物部氏の関連も指摘されている。
下総国一宮の香取神宮は、大化の改新の後に下海上国（匝瑳郡）の一部を割いて建郡された香取郡を神郡とし、神主（大宮司職）は大中臣氏が務め、藤原氏の氏神である春日大社に、常陸国一宮の鹿島神宮の武甕槌大神と共に香取神宮の経津主神が勧請されるなど、藤原氏との関係も深かった。また香取海を渡って高浜（「国府浜」の転訛）に上陸する行路は、東海道から常陸国の府中（明治以後の石岡）へ至るものであった。なお『常陸国風土記』の信太郡にはさらに、「乗浜の里の東に、浮嶋の村あり。四面絶海にして、山と野交錯れり。戸は一十五烟、田は七八町余なり。居める百姓、塩を火きて業と為す。而して九つの社ありて、言と行を謹諱めり。」とあり、現在浮島村は陸続きで付近の水は淡水であるが、奈良時代には島であり周囲は海水であったことがわかる。また『万葉集』に、印波郡の丈部直大麻呂（はせつかべのあたひおほまろ）が香取海の情景を詠んだ「潮船の舳越そ白波にはしくも　負せ給ほか思はへなくに」の歌が載せられている。
宝亀2年（771年）に武蔵国が東海道に移され、平安時代には陸路が整備されたとされるが、実際には香取海周辺はその後も陸奥国への要衝であり朝廷の蝦夷経営の拠点であった。坂上田村麻呂や文室綿麻呂による蝦夷征討後は、ここを根拠地とした小事の子孫とされる物部匝瑳氏が、足継・熊猪・末守の3代に亘って鎮守将軍に任ぜられ、その功績により香取神宮の神階も上がっている。その後平高望や将門、忠常など坂東平氏の根拠地となるなど歴史上の重要な舞台であった。『将門記』には承平6年（936年）6月26日に良兼が、上総国武射郡から下総国香取郡の神前の津を経て常陸国信太郡の苛前の津（榎浦津）に至り、翌27日良正がいる筑波山の南の水守へ着いたとあり、争いを制した将門は、香取海を基盤に独立国家を作ろうとした。また、平忠常の乱もここで起こっている。
香取海の周辺は香取・鹿島両神宮の神郡であり、後有力貴族や他の有力寺社が荘園を設定したため神郡が浸食されるが、平安時代末期までは権益は全て両神宮に帰し香取神宮が「浦・海夫・関」も支配した。具体的には東京湾に通じる古利根川水系に関所を設けて、通行料を徴収した。また香取海の港や漁民を支配し、漁撈や船の航行の権利を保障した。

### 中世
平安時代の末、沿岸に相馬御厨や橘荘などの荘園が開発され千葉氏の根拠地であったが、下総守藤原親通がこれを召し上げるなど、相馬御厨や橘荘を巡る争いが鎌倉幕府の成立につながったともされている。
鎌倉時代には、水上交通は更に活発となり、沿岸には多くの港が作られた。香取海に流れ込む河川を通じて北関東や東京湾とも活発な交流が行われた。房総沖太平洋海運が可能だったという説もある。遠山成一の説によれば、常陸太平洋側から、利根川・鬼怒川・小貝川・霞ヶ浦・北浦などの内陸部、北総及び両総の太平洋側にかけて100例（舟戸・大舟戸・小舟戸・舟戸地・舟戸谷・船戸・船渡・上船戸・船見・舟津・小舟津・雪舟津・前舟津・船津・船津原・大船津等）を超す水運に関係する地名が見られる。これらの港は香取神宮が支配していた。
南北朝時代には、下総津国宮津以下24津、常陸国大枝津・高津津以下53津の計77の津を香取神宮が支配していた。河関も広範囲に設けられていた。現在の東京都江戸川区東葛西や千葉県市川市行徳など東京湾の沿岸にも及んだ。

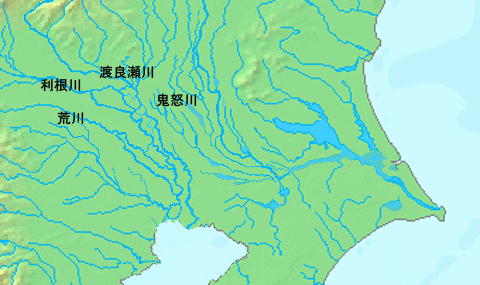
江戸時代以前の利根川、荒川、渡良瀬川、鬼怒川水系。

### 近世
江戸幕府によって利根川東遷事業が行われ、利根川の水が流れ込むようになり周辺の集落は水害に襲われるようになった。またこれにより淡水化が加速し、当時人口が激増していた江戸の町の食料事情もあって、干拓と新田開発が盛んになった。天明3年（1783年）には浅間山が噴火し利根川上流の吾妻川へ火砕流・火山灰など火山噴出物が大量に流入、利根川や河口側に存在する江戸川が氾濫し、沿岸地域において水害の激化を招く事となった。